# Startpage.com
Startpage.com (ранее — Ixquick) — метапоисковая система, основанная Дэвидом Бодникином в 1998 году в Нью-Йорке и в Нидерландах. С 2000 года принадлежит нидерландской компании Surfboard Holding BV.

## Поисковая система Ixquick
Ixquick выдаёт десять результатов из различных поисковых систем. Он использует «Star System» для ранжирования своих результатов — присуждая одну звезду за каждый результат, который был получен из поисковой системы. Таким образом, топ результатов поиска — полученный из наибольшего числа поисковых систем. Каждая языковая версия включает локальные поисковые системы.
Ixquick был перезапущен 23 марта 2005 года с большим количеством новых возможностей, включая переработанный метапоисковый алгоритм, интернациональный телефон и каталог с низкими ценами.
27 июня 2006 года Ixquick.com стал первой поисковой системой, удалившей конфиденциальные данные своих пользователей. IP-адреса и другая персональная информация удаляются через 48 часов после поиска. Ixquick также не распространяет персональную информацию своих пользователей с другими поисковыми системами или с провайдером их спонсированных результатов.
Ixquick был награждён первым Европейским Знаком Конфиденциальности (EuroPriSe) за политику конфиденциальности 14 июля 2008 года. Эта проспонсированная Европейским союзом инициатива гарантирует соблюдение законов ЕС и положений о защите данных и конфиденциальности через серию аудитов дизайна и техники.
28 января 2009 года Ixquick окончательно перестал записывать IP-адреса пользователей. «Ixquick использует только один куки, называемый „preferences“. Этот куки запоминает сохранённые вами поисковые настройки до вашего следующего посещения сайта. Он истекает после непосещения Ixquick в течение 90 дней и анонимен».

## Поисковая система Startpage
Компания Ixquick также запустила поисковую систему под названием Startpage, которая использует только Google для результатов, но не записывает IP-адреса посетителей, удаляет информацию, идентифицирующую информацию из пользовательских поисковых запросов и отправляет информацию в Google анонимно. Startpage также включает бесплатный анонимный веб-прокси, который может открывать веб-сайты, используя их прокси сервис, и анонимно искать картинки и видео. Компания также разработала сервис защиты конфиденциальности электронной почты, называемый StartMail.
Startpage может искать на 81 языках, включая русский, упрощённый и традиционный китайский, датский, голландский, английский, финский, французский, немецкий, итальянский, японский, корейский, норвежский, польский, португальский, испанский, шведский и турецкий языки. 